# René Binggeli
René Binggeli (* 17. Januar 1941 in Genf; † 27. September 2007 ebendort) war ein Radrennfahrer aus der Schweiz.

## Sportliche Laufbahn
René Binggeli war seit 1957 aktiver Radsportler. Seinen ersten Sieg errang er 1957 beim Grand Prix Cilo. Zwischen 1957 und 1959 gewann er als Junior 12 Rennen, darunter die Vier-Kantone-Rundfahrt, und er wurde zweimal Vize-Meister bei Strassenrennen. 1960 qualifizierte er sich im Meisterschaftsrennen für die Schweizer A-Klasse der Amateure. Im Laufe des Jahres löste er eine Lizenz als Unabhängiger, was ihm die Möglichkeit gab, in Rennen der Amateure und Berufsfahrer zu starten. Er siegte in jenem Jahr u. a. bei der Fernfahrt Pruntrut–Zürich. 1962 konnte er eine Etappe der Tour de l’Avenir gewinnen. Weiterhin wurde er vom schweizerischen Verband bei der Tunesien-Rundfahrt eingesetzt und belegte mehrere vordere Plätze bei Etappenankünften. Binggeli startete bei den UCI-Weltmeisterschaften bei den Berufsfahrern und wurde 23., sein bestes Ergebnis bei den Strassen-Weltmeisterschaften war 1965 Platz 6. 1963 gewann er mehrere Rennen vor allem in Frankreich (so Nizza–Mont Agel), wo er auch Verträge bei den Teams Saint-Raphael-Helyett-Hutchinson (in dem auch Rudi Altig und Jacques Anquetil fuhren) bzw. Gancia-Urago hatte. Er startete erneut bei der Tour de l’Avenir und erstmals in der Tour de Suisse. 1964 konnte Binggeli zwei Etappen der Tour de Romandie für sich entscheiden und wurde 7. der heimischen Landesrundfahrt. 1965 feierte er mit dem Gewinn der 22. Etappe des Giro d’Italia einen herausragenden Erfolg. Am Giro nahm er insgesamt fünf Mal teil; sein bestes Ergebnis in der Gesamtwertung war der 20. Platz 1965. Wenig später wurde er bei seinem ersten Start bei der Tour de France 49. Insgesamt startete er dreimal bei der Tour. 1967 gewann er in Versailles die erste Halbetappe des 22. Tagesabschnittes der Tour de France, als er für die gemischte Mannschaft Schweiz/Luxemburg fuhr. Binggeli bestritt mehrere der klassischen Rennen im Radsport, ohne sich jedoch im Vorderfeld platzieren zu können.
1968 beendete er nach der Teilnahme an der Tour de Suisse (er wurde 38. im Gesamtklassement) seine Karriere.

## Berufliches
René Binggeli absolvierte eine Ausbildung zum Bankkaufmann.